# Pierre Parrocel

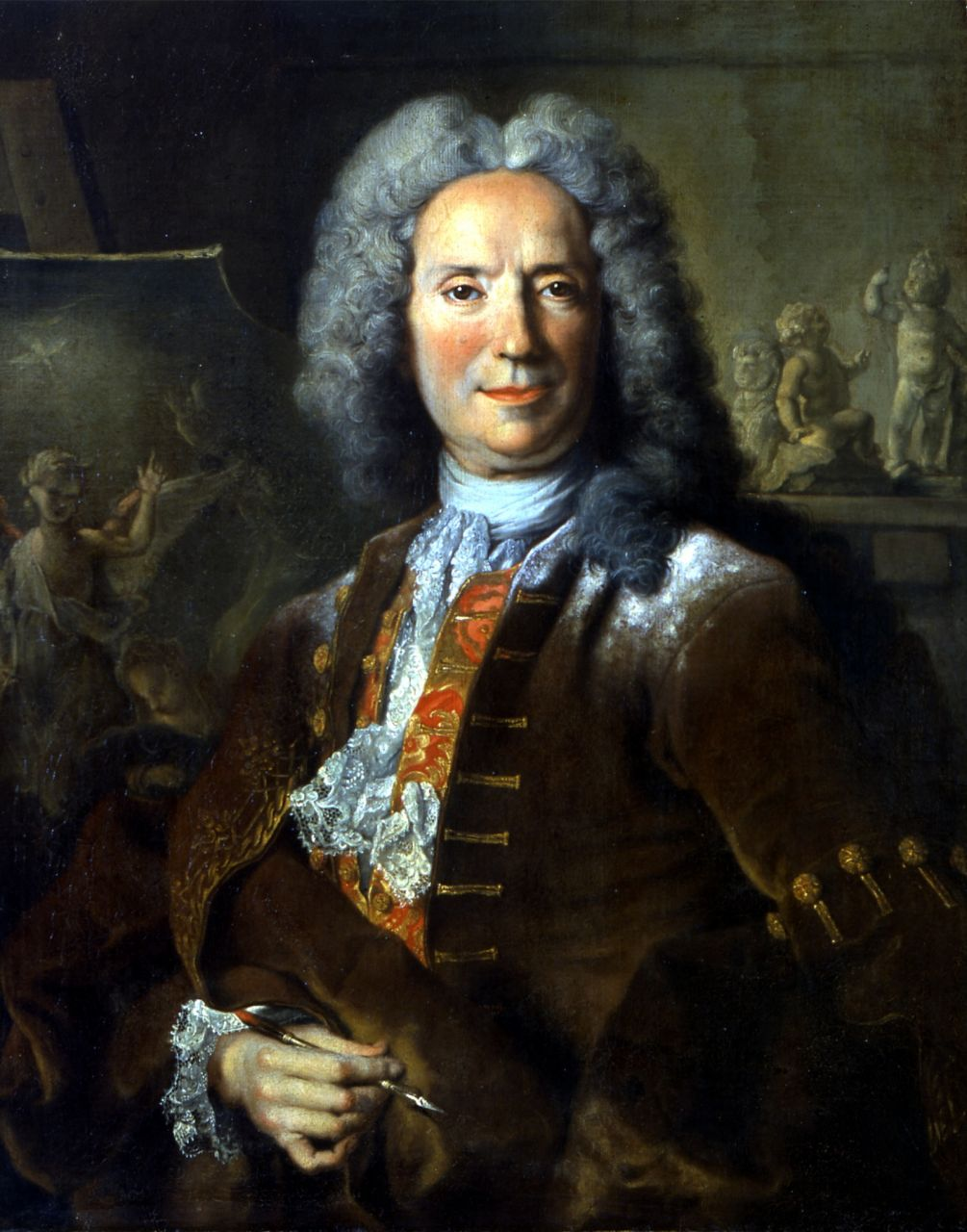
Nicolas de Largillière – Pierre Parrocel (um 1730)

Pierre Parrocel (* 16. März 1670 in Avignon; † 26. August 1739 in Paris) war ein französischer Barockmaler und -zeichner.

## Leben und Werk
Pierre Parrocel war ein Angehöriger der vom 16. bis zum 18. Jahrhundert im Südosten Frankreichs aktiven Malerfamilie Parrocel. Er war der Sohn des Malers und Zeichners Louis Parrocel; sein Onkel war Joseph Parrocel und sein Bruder war Ignace Jacques Parrocel. Einen Teil seiner Ausbildung als Maler erhielt er in Rom, wo er im Jahr 1730 in die Accademia di San Luca aufgenommen wurde. Die letzten Jahre seines Lebens verbrachte er in Paris und Umgebung; im Hôtel-de-Noailles in Saint-Germain-en-Laye schuf er 13 Gemälde mit Themen aus dem Buch Tobit.
In seiner Malerei beschäftigte er sich fast ausschließlich mit religiösen Themen und so befinden sich seine Bilder hauptsächlich in den Kirchen der bedeutendsten Städte Südfrankreichs (Arles, Avignon, Nîmes, Tarascon etc.). Viele seiner Werke sind auch in den dortigen Museen ausgestellt.